# Zing
Zing是越南网络游戏公司VinaGame推出的越南语门户网站，包括搜索引挚、新闻信息、互动社区、娱乐产品和基础服务的大型综合门户网站。Zing服务于越南用户，目標是越南最大的娱乐性和互动性的互联网媒体服务。经过两个月内测，2008年1月19日正式发布。
根据Alexa2008年1月19日的网络排名数据，Zing.vn在越南排名第五，在全球排名第252。